# Baji chiński
Baji chiński, delfin chiński (Lipotes vexillifer) – gatunek ssaka wodnego z rodziny Lipotidae w obrębie podrzędu waleni (Cetacea); jedyny przedstawiciel rodzaju Lipotes. Krytycznie zagrożony wyginięciem, prawdopodobnie wymarły.

## Taksonomia
Rodzaj i gatunek po raz pierwszy zgodnie z zasadami nazewnictwa binominalnego opisał w 1918 roku amerykański zoolog Gerrit Smith Miller, nadając im odpowiednio nazwy Lipotes i Lipotes vexillifer. Holotyp pochodził z jeziora Tung Ting, około 600 km w górę rzeki Jangcy, w prowincji Hunan, w Chińskiej Republice Ludowej. Okazem typowym były czaszka i kręgi szyjne dorosłego samca zebrane 18 lutego 1916 roku przez Charlesa M. Hoya i zdeponowane w Narodowym Muzeum Historii Naturalnej w Waszyngtonie. Jedyny przedstawiciel rodzaju baji (Lipotes). 
Autorzy Illustrated Checklist of the Mammals of the World uznają ten gatunek za monotypowy.

### Etymologia
- Lipotes: gr. λιπος lipos „tłuszcz zwierzęcy, słonina, łój”; przyrostek -της -tēs „działanie, sprawczość”[11].
- vexillifer: łac. vexillum „flaga, sztandar”, od velum „żagiel”; przyrostek zdrabniający -illum; -fera „noszący”, od ferre „nosić”[11].

## Zasięg występowania
Baji chiński występował w środkowym i dolnym biegu rzeki Jangcy w Chińskiej Republice Ludowej, w tym w jeziorach Dongting Hu i Poyang Hu.

## Morfologia
Długość ciała samic 200–253 cm, samców 180–229 cm; masa ciała maksymalnie do 167 kg. Występuje widoczny dymorfizm płciowy – samice są o 8% dłuższe od samców. Noworodki obu płci osiągają długość ciała 91 cm. Ubarwienie – ciemnoszaro-niebieskie, strona brzuszna jaśniejsza.

## Ekologia
- Pożywienie – ryby słodkowodne.
- Rozród – słabo poznany, młode rodzą się w okresie między lutym i kwietniem; noworodek ma ok. 95 cm długości.
- Siedlisko – wody płynące z piaszczystymi łachami.

## Status zagrożenia
W Czerwonej księdze gatunków zagrożonych Międzynarodowej Unii Ochrony Przyrody i Jej Zasobów został zaliczony do kategorii CR (ang. critically endangered „krytycznie zagrożony”). W 1997 roku żyło jeszcze 13 osobników, a ostatniego żywego widziano w 2002 roku. W 2007 roku został uznany za prawdopodobnie wymarły. W trakcie kilkutygodniowych poszukiwań delfinów chińskich przeprowadzonych przez grupę biologów w 2007 nie odnaleziono ani jednego osobnika, jednak sporadyczne niepotwierdzone doniesienia o obserwacjach oznaczają, że gatunek powinien pozostać jako krytycznie zagrożony (lub prawdopodobnie wymarły), a nie wymarły.
Za główne czynniki, jakie mogły spowodować wymarcie gatunku, uznaje się nadmierny połów ryb w rejonie jego występowania oraz zbyt duży ruch statków i łodzi w ich środowisku.